# Comblain-au-Pont
Comblain-au-Pont ist eine Gemeinde in der belgischen Provinz Lüttich. Sie besteht aus den Ortschaften Comblain-au-Pont und Poulseur.
Bei Comblain-au-Pont mündet die Amel in die Ourthe.

## Sehenswürdigkeiten
- Das Musées du Pays Ourthe-Amblève ist das Kulturzentrum der Stadt und zeigt wechselnde Ausstellungen. Hier finden auch Konzerte und Events statt. Das Museum informiert die Besucher über die Geschichte und Kultur der Region Ourthe-Amel. Die Museumsbibliothek besitzt alte Karten, Fotografien und Manuskripte aus der Region.
- Die Grotte de l'Abîme bietet 20 Säle, einen tiefen Abgrund, einen unterirdischen Steinbruch und einen Bunker, der zu einem Fledermauszentrum umfunktioniert wurde.
- Tour Saint-Martin ist der rekonstruierte Wehrturm einer Festung oberhalb der Stadt, auf dem sich jetzt der Friedhof befindet. Er bietet einen Blick auf die Stadt.
- Hinter dem Musées du Pays Ourthe-Amblève befindet sich ein Donjon, der von der im 12. Jahrhundert erstmals erwähnten Familie Montuy stammt.
- Im Stadtteil Poulseur steht der Wohnturm Tour Reinarstein aus dem 13. Jahrhundert, erbaut von Eustache II. de Many. 2010 wurde der Turm zum Wohngebäude umgestaltet, er kann nicht besichtigt werden.

## Persönlichkeiten
- Jean Xhenceval (* 1945), Autorennfahrer